# Vương Phương (chính khách)
Vương Phương (tháng 8 năm 1920 − 4 tháng 11 năm 2009) là chính khách nước Cộng hòa Nhân dân Trung Hoa. Ông từng giữ chức Ủy viên Quốc vụ, Bộ trưởng Bộ Công an và Bí thư Tỉnh ủy Chiết Giang.

## Tiểu sử
Vương Phương sinh tháng 8 năm 1920, người Tân Thái, tỉnh Sơn Đông. Tháng 10 năm 1937, ông tham gia công tác cách mạng. Tháng 4 năm 1938, ông gia nhập Đảng Cộng sản Trung Quốc. Sau khi Chiến tranh Trung − Nhật bùng nổ, ông tham gia Bát lộ quân.
Sau khi thành lập nước Cộng hòa Nhân dân Trung Hoa, năm 1949, ông được bổ nhiệm làm Trưởng Công an thành phố Hàng Châu. Tháng 11 năm 1950, ông được bổ nhiệm giữ chức Phó Giám đốc Công an tỉnh Chiết Giang. Tháng 4 năm 1955, ông được bổ nhiệm làm Giám đốc Công an tỉnh Chiết Giang. Tháng 9 năm 1964, ông được bổ nhiệm giữ chức Phó Tỉnh trưởng tỉnh Chiết Giang. Thời kỳ Đại Cách mạng Văn hóa từ năm 1966 đến năm 1977, ông bị bức hại, bị bỏ tù.
Năm 1977, ông được bổ nhiệm làm Bí thư thứ nhất Thành ủy Ninh Ba. Tháng 10 năm 1977, ông được bổ nhiệm làm Ủy viên Ban Thường vụ Tỉnh ủy Chiết Giang. Tháng 5 năm 1978, ông được bổ nhiệm giữ chức Phó Bí thư Tỉnh ủy Chiết Giang. Tháng 3 năm 1983, ông được bổ nhiệm làm Bí thư Tỉnh ủy Chiết Giang.
Tháng 4 năm 1987 đến tháng 12 năm 1990, ông giữ chức Bộ trưởng Bộ Công an. Tháng 4 năm 1988 đến tháng 3 năm 1993, ông giữ chức Ủy viên Quốc vụ.
Ông là Ủy viên Ban Chấp hành Trung ương Đảng Cộng sản Trung Quốc khóa XII và Ủy viên Ủy ban Cố vấn Trung ương khóa XIII.
Ngày 4 tháng 11 năm 2009, ông từ trần tại Hàng Châu, hưởng thọ 90 tuổi.